# Lauscha
Lauscha är en stad i Landkreis Sonneberg i förbundslandet Thüringen i Tyskland.